# Type 97 Chi-Ha
Il Type 97 Chi-Ha (九七 式 中 戦 车?, Kyūnana-shiki Chu-Sensha) è stato un carro armato medio progettato dall'Impero giapponese e utilizzato a partire dal 1938 dall'esercito imperiale nel corso della seconda guerra sino-giapponese e della seconda guerra mondiale. Il Type 97, sviluppo del Type 95 Ha-Go, fu progettato durante il processo di modernizzazione della forza corazzata giapponese antecedente il secondo conflitto mondiale e rappresentò uno dei più diffusi carri armati nipponici del periodo, sebbene avesse una corazzatura sottile, un armamento principale relativamente modesto e un motore sottodimensionato.

## Storia
Il principale carro giapponese tra le due guerre mondiali era il Type 89 Yi-Go, ampiamente utilizzato nelle operazioni in Cina e Mongolia. Anche nella versione ammodernata Type 89B si era tuttavia rivelato inadeguato contro i BT sovietici, per il quale si ridusse a fare poco più che da bersaglio; inoltre il cannone calibro 57 mm che equipaggiava il mezzo nipponico aveva una canna troppo corta, solo 18,4 calibri, per essere una valida arma controcarro. Il suo punto debole era soprattutto la mobilità, benché nell'insieme si trattasse di uno dei mezzi più potenti dell'epoca.

### Sviluppo
A partire dagli anni trenta era iniziato il processo di meccanizzazione dell'esercito imperiale; le nuove unità di fanteria motorizzata furono la punta di diamante durante l'invasione giapponese della Manciuria, che tuttavia mise in luce l'inadeguata velocità del Type 89. Verso la fine del decennio si rese dunque indispensabile lo sviluppo di un nuovo carro medio, ma all'interno delle alte sfere dell'esercito giapponese si verificò una forte divergenza di opinioni: mentre il Ministero della Guerra appoggiava la produzione di un gran numero di carri leggeri, poco costosi e più rapidi da costruire, i comandanti della fanteria sostenevano la necessità di disporre di carri armati pesanti di sostegno ai reparti e che offrissero garanzie anche contro mezzi similari.
Si decise quindi di costruire due diversi prototipi da valutare: la Mitsubishi di Tokyo completò un carro designato Chi-Ha e l'Arsenale di Osaka fabbricò il Chi-Ni. In tali designazioni la prima sillaba è l'abbreviazione di Chiu-Sensha ("carro medio" in giapponese) e le seconde equivalgono rispettivamente a "terzo" e "quarto"; le due denominazioni sono quindi traducibili come "terzo carro medio" e "quarto carro medio". Il Chi-Ni pesava 9,8 tonnellate, raggiungeva i 30 chilometri di velocità, la corazzatura era spessa al massimo 25 mm e presentava una torretta monoposto. Il Chi-Ha pesava invece 13,5 tonnellate, raggiungeva i 35 chilometri orari e nella torretta per due persone trovava posto un cannone da 57 mm. La corazzatura era spessa al massimo 33 mm.
Da principio l'esercito s'interessò al più economico Chi-Ni, in quanto negli anni trenta si erano verificati diversi tagli al bilancio delle forze armate; tuttavia la recrudescenza delle ostilità con la Cina degenerate nella seconda guerra sino-giapponese (scoppiata il 7 luglio 1937) determinarono l'aumento esponenziale dei finanziamenti e quindi fu valutato e accettato il più costoso Chi-Ha: il mezzo fu immatricolato con la sigla ufficiale di Type 97 Chi-Ha, ovvero "terzo carro armato medio modello 97".

### Produzione
Tra il 1938 e la fine del 1943 furono costruiti un totale di 2.092 esemplari, dei quali 1.224 da parte della Mitsubishi Heavy Industries, 613 dall'arsenale di Sagami controllato dall'esercito e 355 dalla Hitachi Industries. Nella cifra è compresa anche una versione designata Shinhoto ("nuova torretta"), appunto dotata di una torre riprogettata per ospitare un cannone anticarro Type 1 da 47 mm. La linea d'assemblaggio dei Type 97 fu poi rimpiazzata con quella dei Type 1 Chi-He, meglio corazzati.
Di seguito la produzione annuale del Type 97 Chi-Ha:
|                | 1938 | 1939 | 1940 | 1941 | 1942 | Totale |
| -------------- | ---- | ---- | ---- | ---- | ---- | ------ |
| Type 97 Chi-Ha | 110  | 202  | 315  | 507  | 28   | 1.162  |

Di seguito la produzione annua del Type 97 Chi-Ha Shinhoto con cannone da 47 mm:
|                         | 1942 | 1943 | Totale |
| ----------------------- | ---- | ---- | ------ |
| Type 97 Chi-Ha Shinhoto | 503  | 427  | 930    |

### Impiego operativo

#### Cina e Mongolia esterna
Il Type 97 fu utilizzato nel Manciukuò e in Cina durante le operazioni nella seconda guerra sino-giapponese, raccogliendo notevoli successi contro il mal equipaggiato Esercito rivoluzionario nazionale, oltretutto quasi completamente sprovvisto di carri armati e di armi anticarro.
Il primo vero combattimento contro veicoli avversari avvenne nel luglio 1939, quando un incidente di frontiera riaccese la guerra di confine con l'Unione Sovietica. Il Giappone inviò in Mongolia il gruppo carri del maggior generale Yasuoka formato dal 3º Reggimento carri del colonnello Yoshimaru e dal 4º del colonnello Tamada: soltanto il primo reparto aveva ricevuto quattro nuovi Type 97, cui si aggiungevano ventisei Type 89 Yi-Go e quindici tankette Type 94 TK. Durante la feroce lotta contro l'Armata Rossa, il cannone da 45 mm dei blindati sovietici causò pesanti perdite tra i giapponesi, che non riuscirono a ribattere efficacemente con i loro pezzi da 57 mm a canna corta. In battaglia fu distrutto il veicolo del comandante di reggimento. Gli scontri durati dieci giorni evidenziarono l'inadeguatezza del Type 97 nel contrasto di altri mezzi corazzati e l'Ufficio Tecnico dell'esercito giapponese iniziò i lavori per ridisegnare la torretta e installarvi un cannone Type 1 da 47 mm, più efficace in questo compito.

#### 1941-1942

##### La Malesia

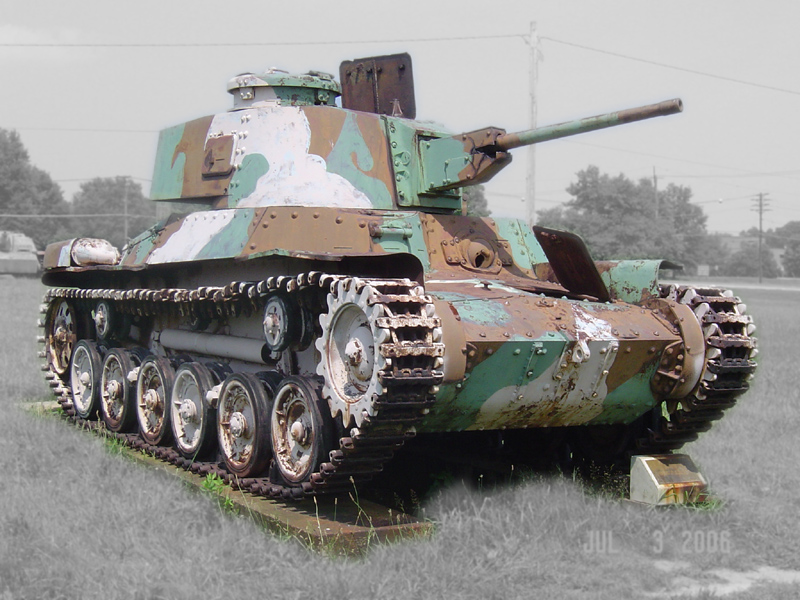
Un Type 97 Chi-Ha Shinhoto all'United States Army Ordinance Museum di Aberdeen, nel Maryland

L'8 dicembre 1941 ebbe inizio la battaglia per la Malesia tra le forze britanniche che presidiavano la colonia e le truppe giapponesi sbarcate nel golfo di Kuantan: i soldati imperiali poterono godere dell'appoggio del 3º Gruppo carri organizzato sul 1º, 6º e 14º Reggimento: la prima formazione era guidata dal colonnello Mukaida e contava trentuno Type 97, la seconda era comandata dal colonnello Kawamura e schierava venticinque Type 97 e dodici carri armati leggeri Type 95 Ha-Go. La chiave per il successo giapponese in Malesia fu proprio l'inaspettata presenza di loro carri armati in zone che i britannici reputavano impossibili a percorrersi per mezzi corazzati, ma il terreno umido della giungla non risultò essere un ostacolo. Il 3º Gruppo carri si dimostrò particolarmente utile durante la battaglia dello Slim River, il 7 gennaio 1942, quando una compagnia di venti carri armati sotto il comando del maggiore Hajime Shimada distrusse l'11ª Divisione di fanteria indiana in circa cinque ore. Nella fase finale della campagna le truppe nipponiche costrinsero gli indo-britannici nell'isola di Singapore dove sbarcarono con successo l'8 febbraio 1942; riuscirono a trasferirvi anche il 1º e il 14º Reggimenti carri con il cui appoggio fu vinta senza soverchie difficoltà la più numerosa guarnigione avversaria, arresasi infine il 15 febbraio.

##### Indie Orientali e Filippine
Nel mese di marzo 1942 i giapponesi inviarono nelle Indie orientali olandesi (odierna Indonesia) due reggimenti carri per supportare efficacemente le truppe; soltanto il 2º del colonnello Mori era equipaggiato con i Type 97, in numero di trentuno. Nel frattempo l'invasione delle Filippine (colonia degli Stati Uniti d'America) si era arenata dapprima nella penisola di Bataan e poi nel susseguente assedio dell'isola di Corregidor. Per sfondare quest'ultimo baluardo della difesa statunitense i giapponesi bombardarono l'isola per giorni e il 5 maggio sbarcarono, riuscendo a far prendere terra anche a un M3/M5 Stuart catturato e a due Type 97 Shinhoto, il modello armato con il cannone da 47 mm che era alla sua prima missione operativa. Facenti parte del 7º Reggimento carri del colonnello Sonoda, i veicoli blindati fecero crollare il morale avversario e il comandante statunitense Jonathan Wainwright cessò la resistenza il 6 maggio.

##### Nelle Salomone
La guerra nell'Oceano Pacifico arrivò a una svolta nel giugno 1942, quando la marina statunitense inflisse a quella giapponese una grave sconfitta strategica nella battaglia delle Midway. Appena due mesi più tardi, una divisione di Marines sbarcò sull'isola di Guadalcanal, nelle Isole Salomone del Pacifico del Sud: si susseguirono diversi scontri terrestri e navali provocati dai tentativi nipponici di schiacciare la testa di ponte e riconquistare l'isola. Nell'ottobre 1942, come parte di una nuova offensiva combinata, i giapponesi inviarono la 1ª Compagnia carri indipendente del capitano Maeda, forte di dieci Type 97 e due carri armati leggeri Type 95 Ha-Go; l'unità era stata ottenuta convertendo la 4ª Compagnia del 2º Reggimento poco dopo che le Indie Olandesi erano state occupate. Durante lo scarico a terra due Type 97 rimasero danneggiati e non poterono prendere parte all'attacco della porzione occidentale del perimetro difensivo statunitense: l'offensiva alla foce del Matanikau fu lanciata alle 18:00 del 23 ottobre, quando i carri giapponesi aprirono la strada al 4º Reggimento fanteria e iniziarono a penetrare nella prima linea statunitense. Improvvisamente il capofila fu centrato dal fuoco di un cannone anticarro che lo fece saltare in aria, ribaltandolo, e in poco tempo tutti i carri nipponici furono bersagliati mentre tentavano di districarsi; le loro sottili corazze chiodate poco poterono contro un simile volume di fuoco e nessun blindato sopravvisse.

#### 1944-1945

##### La Cina continentale e la Birmania

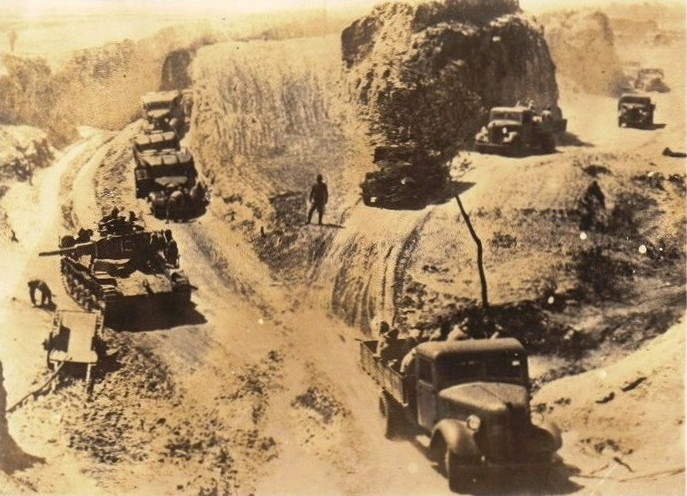
Inizia l'Operazione Ichi-Go: carri armati e autocarri nipponici dirigono verso Louyang

Nei primi mesi del 1944 il Giappone aveva radunato diciassette divisioni (un totale di 400.000 uomini, 70.000 cavalli da traino e 12.000 mezzi motorizzati) in vista di una grande offensiva in Cina: l'operazione Ichi-Go, detta anche Tairiku Datsu Sakusen ("operazione per sfondare attraverso il continente"), si proponeva di raccordare la Manciuria e la Repubblica di Nanchino con l'Indocina occupata dall'estate 1941, formare un continuo collegamento ferroviario tra Sud-Est asiatico e Cina nord-orientale e distruggere le forze aeree statunitensi stanziate nell'Hunan. Tra le forze dispiegate c'era anche la 3ª Divisione carri del tenente generale Yamaji, la cui componente corazzata era rappresentata dalla 6ª Brigata carri e dalla 2ª Unità da ricognizione (255 veicoli in totale): la brigata si componeva del 13º e 17º Reggimenti, ciascuno dotato di una compagnia di carri leggeri, tre di carri medi e una di semoventi (in realtà non disponibili e sostituiti dai Type 97); l'unità da ricognizione contava due compagnie di carri leggeri, una di semoventi (per cui valevano le stesse limitazioni dei reggimenti) e una di fanteria motorizzata. Ogni singola compagnia era costituita da dodici carri armati più due altri al quartier generale. A tali forze i nazionalisti di Chiang Kai-Shek opposero circa 390.000 uomini dislocati nell'Henan e al comando del generale Tang Enbo, che nella città di Luoyang aveva posto il cardine delle difese.
L'operazione Ichi-Go scattò alla fine di aprile 1944, quando la 3ª Divisione carri attraversò il fiume Huang presso Zhengzhou e sconfisse truppe cinesi vicino a Xuchang; a questo punto Yamaji eseguì una rapida conversione in senso orario e si slanciò su Louyang, dove tre divisioni cinesi opposero resistenza tra il 13 e il 25 maggio. La vittoria dimostrò le grandi possibilità tattico-strategiche della divisione e costrinse i cinesi ad abbandonare l'Henan. Prima della fine del mese le divisioni giapponesi puntarono risolutamente a sud e sud est, conquistando una dopo l'altra Changsha, Hengyang, Guilin e Liuzhou a dicembre, quando l'operazione di concluse ufficialmente. Il successo strategico fu però parziale perché i reparti dell'aviazione statunitense si erano rifugiati nella Cina occidentale, da dove bombardarono varie volte la linea ferroviaria tra Liuzhou e Pechino. Il Giappone condusse altri attacchi su scala minore fino alla primavera del 1945 per tentare di distruggere tale forza aerea.
Poco prima dell'avvio dell'importante operazione in Cina, il Gran Quartier Generale imperiale aveva dato inizio a un attacco in Birmania con obiettivo l'occupazione della città di Kohima, base del ponte aereo che riforniva Chiang Kai-Shek sorvolando l'Himalaya: l'offensiva era azzardata a causa delle scarse scorte e delle precarie linee, tuttavia era necessaria per prevenire l'analoga azione degli Alleati da poco scoperta e tagliare fuori i nazionalisti. Tra le unità pronte al combattimento vi era il 14º Reggimento del tenente colonnello Ueda, forte di sessantasei blindati tra Type 97 Shinhoto, tankette Type 97 Te-Ke, semoventi Type 1 Ho-Ni I e M3/M5 Stuart catturati. La battaglia cominciò nel marzo 1944 e Kohima fu presto assediata, ma gli indo-britannici furono sostenuti da un efficiente ponte aereo; frattanto il reparto corazzato aveva operato a sud di Kohima, dove per la prima volta i mezzi nipponici si scontrarono con gli M3 Lee/Grant statunitensi. Nei combattimenti iniziali un M3 fu distrutto da uno degli Stuart catturati, che sparò da breve distanza allo scafo posteriore, ma nelle settimane seguenti il reggimento accusò perdite gravi. Il 22 giugno, dopo scontri inconcludenti e con le linee di rifornimento praticamente interrotte, l'assedio fu tolto e le affamate e provate truppe imperiali iniziarono una drammatica ritirata: migliaia di soldati morirono d'inedia o di malattie. Lo stesso reggimento perse quasi tutti i carri armati durante il ripiegamento e, giunto a Mandalay, venne ricostituito per un terzo; fu nuovamente inviato al fronte e fu infine distrutto durante l'aprile 1945 nella battaglia attorno Meiktila.

##### Campagna delle Marianne

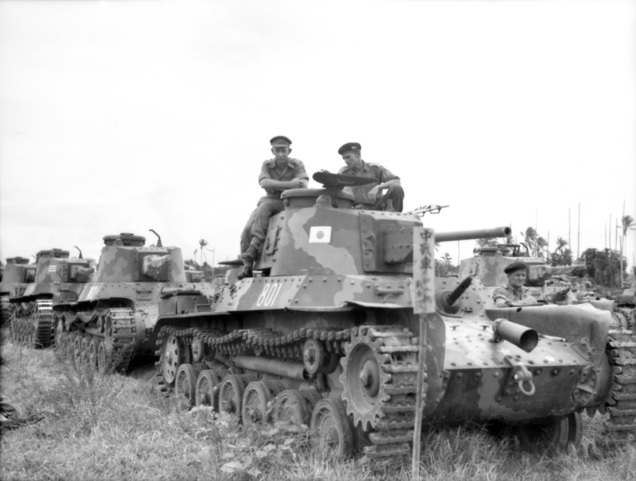
Un Type 97 catturato da truppe australiane in Nuova Britannia, 1945

Non presente durante la riconquista alleata delle Salomone e delle Gilbert, il Type 97 fu nuovamente schierato contro le truppe statunitensi nella battaglia di Saipan: sull'isola era infatti dislocato dall'aprile 1944 il 9º Reggimento carri del colonnello Takashi Goto, cui si aggiungevano alcuni Type 95 del 136º Reggimento fanteria del colonnello Yukimatsu Ogawa. Il reggimento era forte di dodici Type 95, trentuno Type 97 e tre altri della versione Shinhoto, ma mancava della 1ª e 2ª Compagnia, posizionate a Guam. Erano infine disponibili nove carri armati leggeri tra Type 95 e Type 2 Ka-Mi anfibi della 55ª Unità da guardia, agli ordini del capitano Karashima (un'unità blindata alle dipendenze della 1ª Forza da sbarco speciale "Yokosuka"). Il pomeriggio del 15 giugno la 4ª Compagnia del 9º Reggimento e il reparto corazzato della "Yokosuka" furono lanciati contro il 6º Reggimento Marines, sbarcato nella mattinata e attestatosi nei pressi di Charan Kanoa; l'attacco venne respinto per lo più dai bazooka che distrussero quasi tutti i mezzi nipponici. Nella notte del 16 giugno il 9º Reggimento carri, la menomata 55ª Unità da guardia e i Type 95 del 136º Reggimento furono riuniti per sfondare le linee statunitensi e ributtare in mare gli invasori: alle 03:30 l'operazione ebbe inizio e alle 03:45 il più grande assalto di mezzi corazzati giapponesi di tutta la guerra nel Pacifico urtò le linee avversarie. La battaglia si svolse ferocemente per ore, con i carri giapponesi e le truppe del 136º che riuscirono quasi ad arrivare alle spiagge; intervennero allora i cannoni delle navi al largo di Saipan, mentre i Marines gettavano in combattimento gli Sherman M4A2 della Compagnia A del 2º Battaglione corazzato e diversi semicingolati M3 con cannoni da 75 mm. Alle luci dell'alba del 17 giugno il contrattacco era stato rintuzzato: i giapponesi avevano perso ventinove carri armati e 700 soldati. Un'altra fonte indica invece che i carri distrutti oscillassero tra trenta e trentadue.
Conquistata Saipan dopo duri scontri prima della metà di luglio, il 21 del mese le forze anfibie statunitensi attaccarono l'isola di Guam e stabilirono una testa di ponte: su quest'isola soltanto la 2ª Compagnia del primo tenente Kumagaya disponeva di dieci Type 97 e di un unico Type 97 Shinhoto, mentre la 1ª Compagnia e l'unità corazzata della 29ª Divisione fanteria erano dotate esclusivamente di Type 95. Dopo un primo sterile contrattacco notturno, il comandante della guarnigione organizzò una controffensiva generale che avviò il 25 luglio: i reparti corazzati persero però la strada e non ebbero modo di parteciparvi. I carri armati nipponici vennero quindi utilizzati in battaglie d'attrito e uno dopo l'altro furono distrutti; gli ultimi dieci (non sono noti i modelli) effettuarono una carica finale contro gli Sherman statunitensi e nessuno sopravvisse.

##### La seconda campagna delle Filippine
Dopo la conquista alleata di Leyte, gli statunitensi aprirono una seconda breccia nel dispositivo di difesa delle Filippine, sbarcando a gennaio su Luzon: qui erano disponibili solo otto Shinhoto, riuniti nella compagnia carri del capitano Iwashita che si impegnò in battaglia presso l'aeroporto Clark dove tutti i Type 97 furono distrutti.

##### Iwo Jima
Circa un mese più tardi gli Stati Uniti attaccarono l'isola-fortezza di Iwo Jima, dov'era di stanza il 26º Reggimento carri del tenente colonnello Takeichi Nishi, ottenuto dalla conversione del reggimento da ricognizione della 1ª Divisione carri; l'unità contava ventitré mezzi, dei quali undici erano Type 97 (qualcuno del tipo Shinhoto) e i restanti carri leggeri Type 95. Considerata la natura rocciosa dell'isola, che mal si prestava a manovre con dei carri armati, Nishi decise di impiegarli come postazioni fisse, interrandoli: la 1ª Compagnia fu installata nella zona sud e la 2ª a ovest, entrambe coadiuvate da un plotone d'artiglieria. La 3ª fu disposta nell'area orientale assieme al quartier generale, subito dietro la futura linea del fronte.
Il 19 febbraio 1945 Marines statunitensi sbarcavano sull'isola e incontrando subito difficoltà per l'accanita resistenza. La prima unità blindata giapponese a essere ingaggiata fu la 1ª Compagnia, attaccata il giorno 20 da un reggimento di fanteria con il supporto di un reparto di M4 Sherman: i carri nipponici combatterono fino al 1º marzo quando l'intera formazione fu distrutta sulla collina 382. Cinque giorni dopo la 3ª Compagnia dislocata a difesa del secondo aeroporto, sotto pesante attacco, combatté scontri furiosi e selvaggi che ne decretarono la distruzione; l'aeroporto infine venne occupato il 27 febbraio. I carri della 2ª Compagnia attaccò improvvisamente gli uomini del 21º Reggimento Marine il 28 febbraio, uscendo dalle caverne nelle quali erano stati nascosti: dopo un iniziale successo i bazooka distrussero la maggior parte dei blindati e i sopravvissuti fuggirono. Il 26º Reggimento carri era ormai decimato e privo di mezzi, quel che ne rimaneva si ritirò a est nel villaggio di Maruman, combattendo come semplice fanteria fin verso il 20 marzo.

##### Okinawa
Mentre la guerra volgeva al termine, il Type 97 (anche nella versione Shinhoto) era ormai irrimediabilmente surclassato sia in qualità che quantità dall'M4 Sherman. Sull'isola di Okinawa era stanziato il 27º Reggimento del tenente colonnello Murakami, forte di quattordici Type 97 e dodici Type 95; durante la battaglia che seguì lo sbarco statunitense (1º aprile 1945) i giapponesi si trovarono di fronte oltre 800 carri armati. Proprio lo strapotere numerico degli avversari convinse il generale Mitsuru Ushijima, comandante della guarnigione, a non lanciare sconsiderati attacchi ma gli ufficiali delle unità e del suo stato maggiore insistettero talmente che, alla fine, Ushijima concesse l'autorizzazione. Il 4 maggio iniziò una grande controffensiva, nella quale il 27º attaccò la collina 120 e il villaggio di Kochi, subendo gravi perdite; il giorno dopo i carri giapponesi avanzarono verso Maeda, ma anche questa volta furono sanguinosamente fermati e si ritirarono. Il reggimento fu poi dispiegato a Shuri, impiegando i corazzati come postazioni fisse e costituendo una postazione difensiva con cannoni campali Type 90 da 75 mm, efficaci contro gli Sherman: le truppe nipponiche rimasero nel settore fino agli ultimi giorni di maggio, quando il castello di Shuri fu abbandonato; l'unità di Murakami rifluì con le altre formazioni nella zona sud di Okinawa e pare non ebbe più parte nei combattimenti.

##### Isola Shimushu, Curili
L'8 agosto 1945 l'Unione Sovietica dichiarò guerra al Giappone attaccando la Manciuria; pochi giorni dopo l'Impero nipponico si arrendeva agli Alleati, ma le sue forze armate ebbero il permesso di reagire ad altre minacce. Ignorando deliberatamente la resa, forze sovietiche attaccarono il 18 agosto l'isola di Shimushu, nelle Curili: Stalin mirava infatti ad impossessarsene prima che gli USA vi inviassero delle truppe d'occupazione. La guarnigione giapponese, contro ogni aspettativa, decise di combattere sebbene stesse per smobilitare: composta da circa 8.000 uomini, era appoggiata dall'11º Reggimento carri del colonnello Ikeda, dotato di venticinque Type 95 Ha-Go, venti Type 97 e diciannove Shinhoto; l'unità inviò una quarantina di veicoli ad assaltare la testa di ponte avversaria, difesa da diversi cannoni controcarro scaricati in tutta fretta: l'alzarsi di una densa nebbia rese però difficile per i corazzati giapponesi individuare i pezzi, mentre i sovietici non riuscivano a puntare con precisione i carri. La battaglia si trascinò per due ore con estrema violenza perché i blindati nipponici si erano lanciati contro le postazioni russe, ma dopo aver perso ventuno carri i giapponesi si ritirarono; i sovietici avevano subito più di 100 morti. Due giorni dopo, il 20 agosto, le ostilità cessarono e le Curili furono in seguito assegnate all'URSS.

#### Dopoguerra
I carri giapponesi di stanza in Cina furono usati dai nazionalisti di Chiang Kai-Shek e dall'Armata Rossa comunista di Mao Tse-Tung. I Type 97 continuarono a essere utilizzati in battaglia fino al marzo 1949, quando Kai-Shek, sconfitto sul campo, dovette fuggire a Formosa e la dirigenza del Partito Comunista Cinese poté instaurare la Repubblica Popolare Cinese.

## Caratteristiche
Lo scafo del Type 97 Chi-Ha era costruito mediante rivettatura. La corazzatura era spessa 25 mm sul muso inclinata di 30° rispetto alla verticale, 16 mm per la lastra anteriore a copertura degli organi di trasmissione (30°), 9 mm sui fianchi verticali, 20 mm sul retro stondato e 8 mm sia per il tetto che per il fondo. La sovrastruttura presentava corazzature da 16 mm dove si raccordava alla lastra anteriore dello scafo (82°, quasi orizzontali), da 25 mm sul frontale (11°), da 26 mm sui fianchi (25°) e da 13 mm sul tetto; il retro non era invece dotato di protezioni. La torretta era dotata di corazzature sempre rivettate spesse 35 mm sul lato anteriore verticale, da 26 mm per fianchi e retro (entrambi inclinati a 11°) e da 19 mm sulla sommità.
Nello scafo sedevano a destra il pilota e a sinistra il mitragliere. In torretta, decentrata sulla destra, trovavano posto il comandante e il caricatore/cannoniere. Le comunicazioni tra pilota e capocarro avvenivano grazie a un sistema di dodici bottoni, ognuno connesso a una luce, coadiuvati da un segnalatore acustico.
I cingoli larghi 305 mm erano composti da 96 maglie con una guida centrale a forma di dente, atta a impedire che uscissero dal posto. Il treno di rotolamento contava tre rulli superiori (quello centrale singolo, i due laterali doppi) e sei doppie ruote gommate di medio diametro. Le quattro ruote centrali erano accoppiate con due carrelli, ciascuno dotato di un braccio oscillante longitudinale: i due bracci condividevano una grossa molla elicoidale montata parallela al terreno. Anche le altre due ruote erano equipaggiate ciascuna di un braccio oscillante longitudinale, le cui molle erano però più piccole e poggianti sui due bracci centrali con una certa inclinazione. La propulsione, elemento più innovativo del progetto, si avvaleva di un Mitsubishi diesel da 12 cilindri a V, con cilindrata di 21,7 litri e capace di erogare 170 hp (125 kW) a 2.000 giri al minuto; il sistema di raffreddamento era ad aria e l'accensione avveniva con un motorino di avviamento collegato all'impianto elettrico del carro, sviluppante 12 volt a regime di marcia e 24 all'avviamento. Il motore era posizionato nel vano posteriore dello scafo e trasferiva il moto al cambio posto anteriormente tramite un albero di trasmissione. Il cambio, a pignone scorrevole, presentava quattro marce avanti e una retromarcia ed era collegato a una scatola di derivazione a due velocità, da cui si trasmetteva il moto alle ruote motrici anteriori. La guida del carro era possibile con due leve direzionali, una per cingolo, coadiuvate dall'azione contemporanea della frizione e del freno: in questo modo il pilota bloccava uno dei due cingoli e imprimeva la sterzata a destra o a sinistra.
Il carro fu equipaggiato con un cannone a canna corta Type 97 da 57 mm con angolo d'elevazione da -9° a +11°: efficace contro la fanteria, poteva sparare proietti esplosivi (pesanti 2,7 chili) a 383 m/s e perforanti a 419 m/s; per la difesa ravvicinata erano disponibili due mitragliatrici Type 97 da 7,7 mm, una montata anteriormente sul lato sinistro dello scafo e l'altra montata sul retro della torretta. La torretta era in grado di ruotare per 360°, presentava un piccolo periscopio, una cupola con portellone diviso in due ante e una peculiare antenna radio a ringhiera, che la contornava.

## Versioni

### Versioni modificate
La difficoltà del Type 97 nell'affrontare altri carri armati, emersa durante le battaglie cagionate dalla battaglia di Khalkhin Gol, convinse l'esercito nipponico a sviluppare un più potente cannone da 47 mm sulla base dei cannoni anticarro sovietici da 45 mm, catturati a Nomonhan. Il cannone Type 97 da 57 mm precedente, pur avendo un calibro maggiore, era troppo corto per poter fornire una velocità alla volata sufficiente a garantire la penetrazione delle corazze dei carri avversari. Gli studi iniziarono nel 1939 e l'arma fu completata nel 1941, cominciando a equipaggiare i Type 97 dall'inizio dell'anno successivo: furono prodotti sia ex-novo, sia sostituendo le vecchie torrette con quelle riprogettate per ospitare la nuova arma; i carri così modificati ebbero il nome di Type 97 Chi-Ha Shinhoto ("nuova torretta") o Kai ("migliore" in giapponese). Il cannone che li equipaggiava era il Type 1 da 47 mm, rimosso dall'affusto ruotato e con la canna accorciata da 53,7 a 48 calibri di lunghezza (L/48). La velocità iniziale dei proietti perforanti arrivava a 810 m/s: era capace di penetrare corazzature spesse 55 mm dalla distanza di 100 metri, 40 mm da 500 metri e 30 mm da 1.000 metri. L'alzo andava da -15° a +20° e il brandeggio di 20° era indipendente dalla rotazione della torre. Grazie alla lunghezza della canna il pezzo da 47 mm si rivelò in grado di affrontare con successo lo statunitense M3/M5 Stuart e, se pure con qualche difficoltà, anche l'M4 Sherman.

### Varianti
Il Type 97 fu un mezzo assai apprezzato dai militari, perciò funse spesso da base per realizzare cannoni semoventi, cacciacarri o veicoli di altro genere, quasi nessuno dei quali fu però prodotto in grandi quantità. A partire dal 1941 cominciarono le riconversioni di scafi danneggiati in mezzi quali il Type 1 Ho-Ni I, il Type 2 Ho-I, il Type 3 Ho-Ni III e il Type 4 Ho-Ro; si ebbero poi svariati prototipi rimasti allo stadio sperimentale che montavano mortai o cannoni di grande calibro.
Del carro fu poi creata una versione di comando detta Shi-Ki: equipaggiata di un cannone da 37 mm in casamatta e con finto armamento in torretta, era dotata di una radio a lungo raggio con la stessa antenna circolare; mezzo simile era il Ka-So, addetto all'osservazione del tiro e armato delle sole mitragliatrici da 7,7 mm. Una variante privata dell'intera dotazione offensiva prese il nome di Ho-K, che presentava una sorta di "prua" sulla parte frontale dello scafo preposta a scavare sentieri nella fitta vegetazione della Manciuria. Per il genio fu invece concepito il Se-Ri, con una gru a braccio pieghevole e un più potente motore da 240 hp. Dal Type 97 fu estrapolata anche una peculiare versione da combattimento chiamata Ka-Ha, che montava un finto cannone e la sola mitragliatrice in torretta; trasportava però una dinamo capace di generare una corrente elettrica di 10.000 volt: questa potente corrente veniva inviata verso gli apparecchi telegrafici avversari per distruggerli. Ne furono costruite solo 4 unità che entrarono nel 27º reggimento genieri indipendente e non sembra siano state utilizzate attivamente.